# Runářov
Runářov (německy Runarz) je vesnička 3 km jižně od Konice. Je s Konicí spojena silnicí z Jednova a protéká jí potůček runářovský.

## Název
Název vesnice byl odvozen od osobního jména Rúnář totožného s obecným rúnář - „kdo stříhá ovčí vlnu nebo ji dále zpracovává“. Význam místního jména byl „Rúnářův majetek“. Ze 14., 15. a 17. století je občas doložen tvar Rýmařov vzniklý záměnou jmen.

## Historie
Nejstarší zpráva o Runářově je z roku 1351. Tehdy drželi Konici s několika sousedními vesnicemi i s Runářovem synové Adam z Choliny, Adam a Jan z Konice a roku 1379 bratři Kropáčkovi z Holštejna.
Za protektorátu byl zabrán přímo do Říše. Patřil do okresu Moravská Třebová, byl vyfařen z Konice a přifařen do Německého Brodku. Od roku 1960 je v okrese prostějovském.
Obecní pečeť měla ve znaku dvě ratolesti a v nich strom a u něho běžící zvíře, snad zajíce.

## Počet obyvatel
Původně byli runářovští Češi. Následkem válek a nemocí byly některé obce na Konicku vysídleny. Roku 1669 čítal Runářov jen 14 popisných čísel a měl 84 obyvatel. Všichni měli příjmení česká. Roku 1690 v seznamu poddaných na panství konickém mají již všichni usedlíci v Runářově příjmení německé.
Roku 1834 čítal Runářov 123 domů a 618 obyvatel, roku 1869 129 domů a 769 obyvatel, roku 1880 131 domů a 748 obyvatel (645 Němců, 10 Čechů), roku 1890 126 domů a 780 obyvatel (771 Němců, 9 Čechů), roku 1913 846 obyvatel, roku 1921 137 domů a 662 obyvatel (119 Čechů a 543 Němců), roku 1930 139 domů a 627 obyvatel (547 Němců, 79 Čechů a 1 cizinec).
Po vysídlení Němců roku 1947 bylo zde napočítáno 312 Čechů a roku 1970 klesl počet obyvatel obce na 246.

### Struktura
Vývoj počtu obyvatel za celou obec i za jeho jednotlivé části uvádí tabulka níže, ve které se zobrazuje i příslušnost jednotlivých částí k obci či následné odtržení.
| Místní části   | Místní části | 1869 | 1880 | 1890 | 1900 | 1910 | 1921 | 1930 | 1950 | 1961 | 1970 | 1980 | 1991 | 2001 | 2011 |
| -------------- | ------------ | ---- | ---- | ---- | ---- | ---- | ---- | ---- | ---- | ---- | ---- | ---- | ---- | ---- | ---- |
| Počet obyvatel | část Runářov | 769  | 748  | 746  | 780  | 727  | 662  | 627  | 349  | 334  | 246  | 233  | 155  | 159  | 134  |
| Počet domů     | část Runářov | 129  | 131  | 131  | 126  | 140  | 137  | 139  | 111  | 85   | 73   | 63   | 86   | 90   | 92   |

## Škola
Původně byl Runářov přiškolen k farní škole konické. V obci byla povolena škola teprve roku 1781. Z Veselé chodili později do Runářova školský pomocník. Roku 1804 byla zde škola s vyučovacím jazykem německým obnovena. Školní budova byla postavena v letech 1872–1875. Roku 1918 byla zde zřízena pro českou menšinu česká jednotřídka.
Trati měly názvy většinou německé: Otterfeld (Zmijí pole), Otterwald (Zmijí les), Graben (Jamy, Doly), Trub (tmavé, smutné místo). České pojmenování měly trati: Švábensko (polní i lesní), Křivé pole, Obecní pole, České pole, Zadní les, Na hranicích, Oblisko, Hura, Horka, Březina.

## Návrat kočky divoké
V okolí Runářova se v roce 2022 začal realizovat projekt Felis silvestris – reintrodukce kočky divoké do krajiny. Podle modelů patří krajina Drahanské vrchoviny mezi oblasti s vhodnými podmínkami pro život těchto zvířat v České republice.

## Fotogalerie

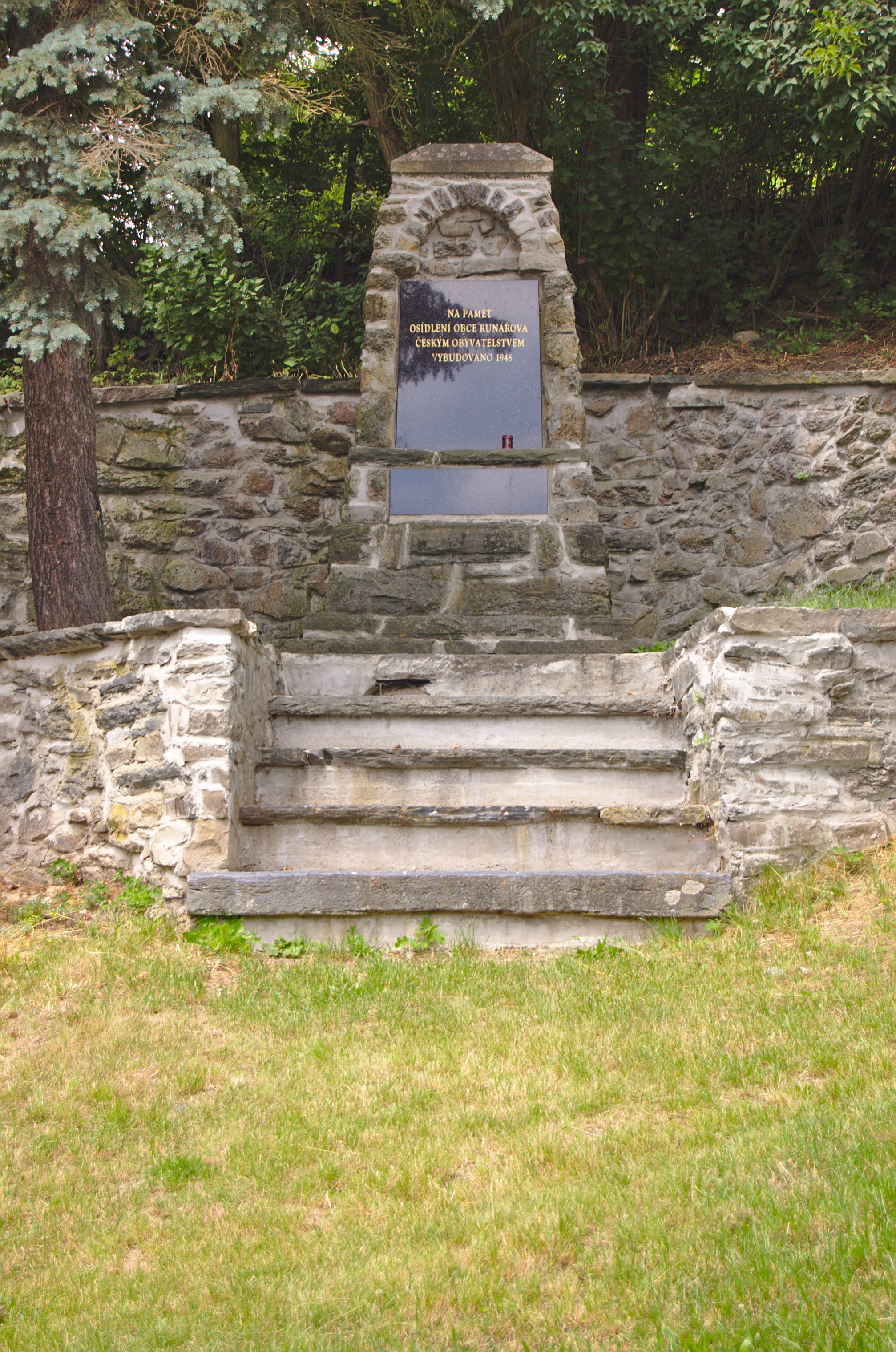
Památná deska připomínající osídlení obce českým obyvatelstvem po druhé světové válce
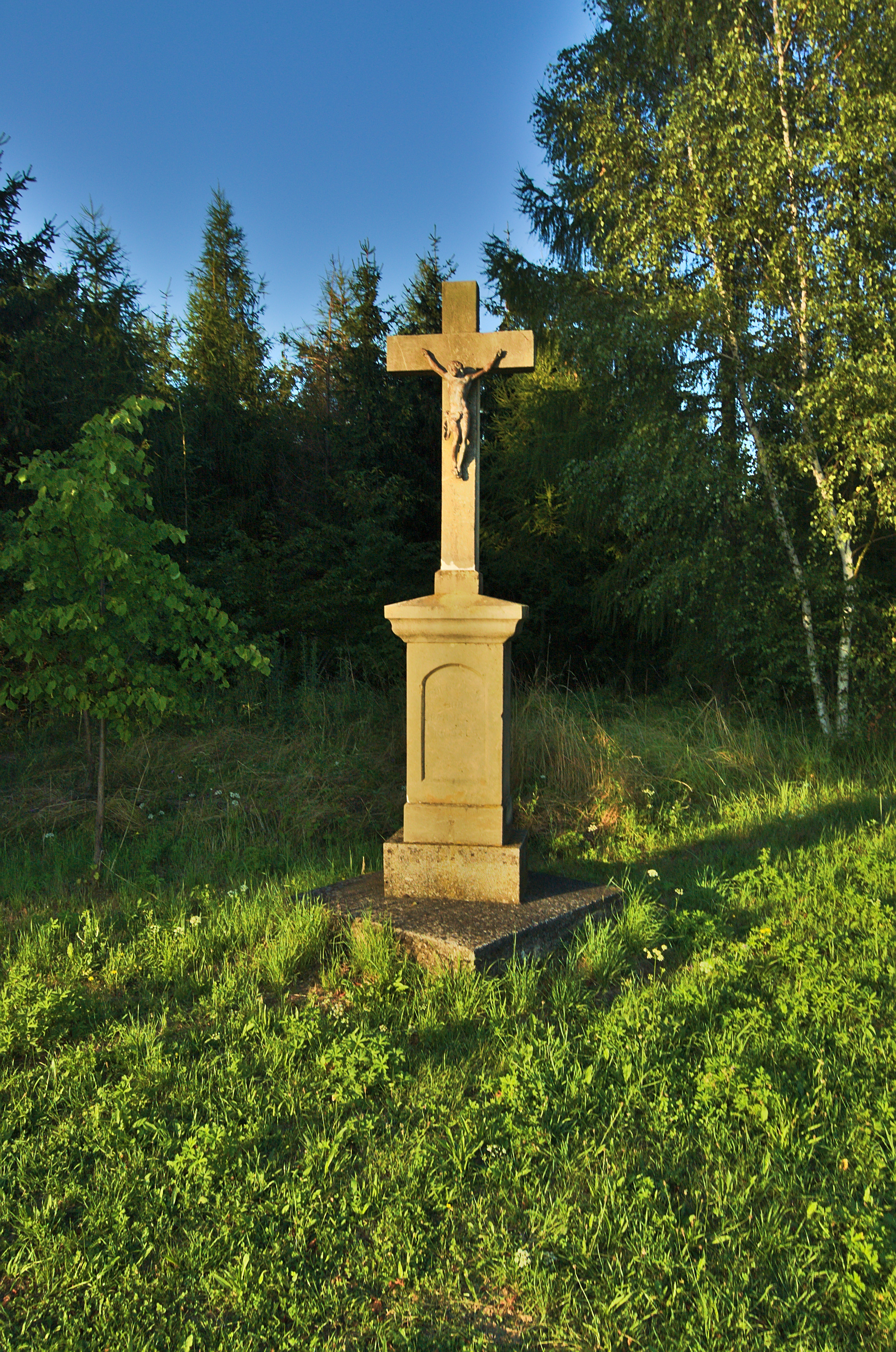
Kříž u zemědělského družstva
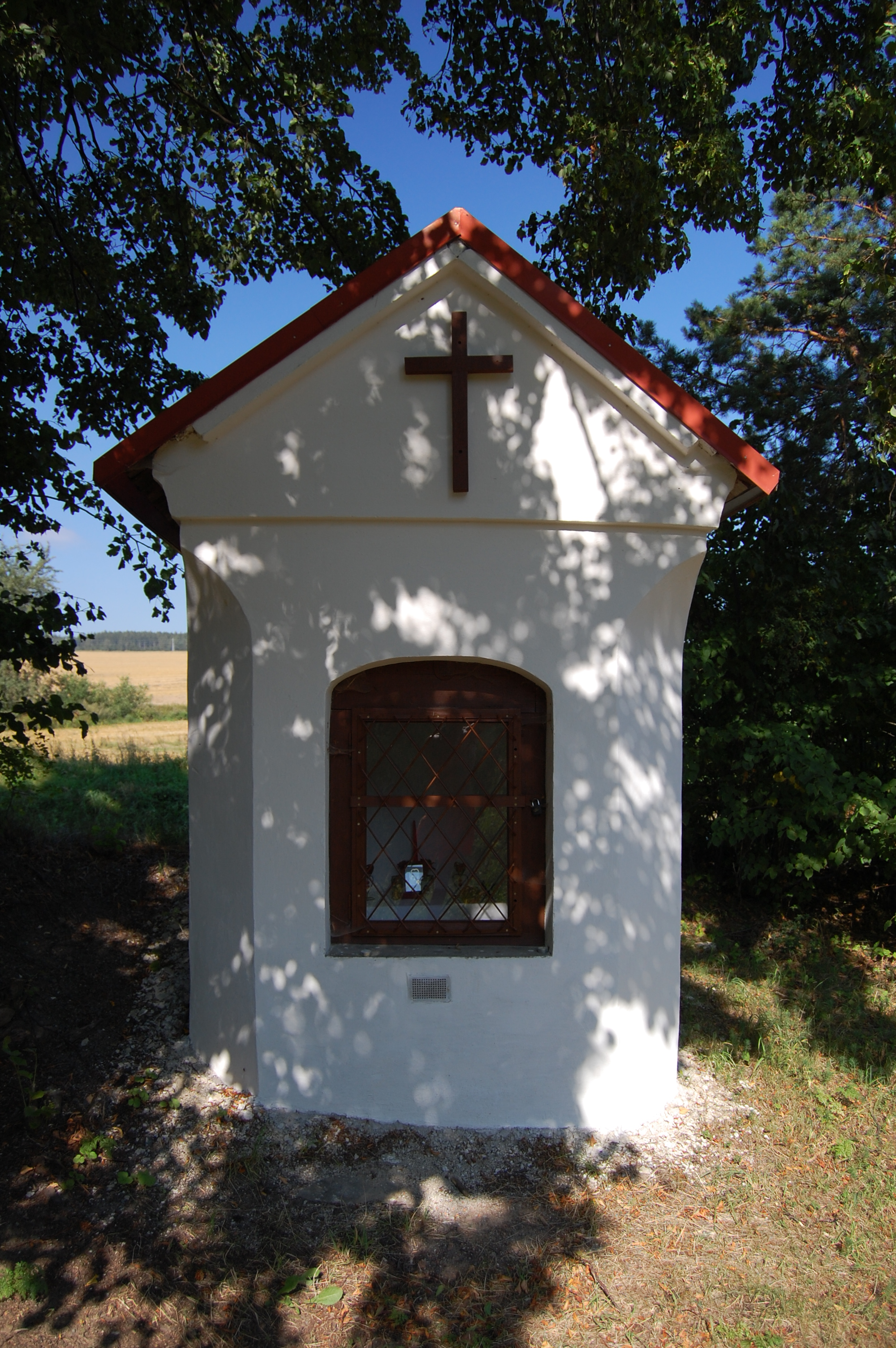
Boží muka u silnice na Konici
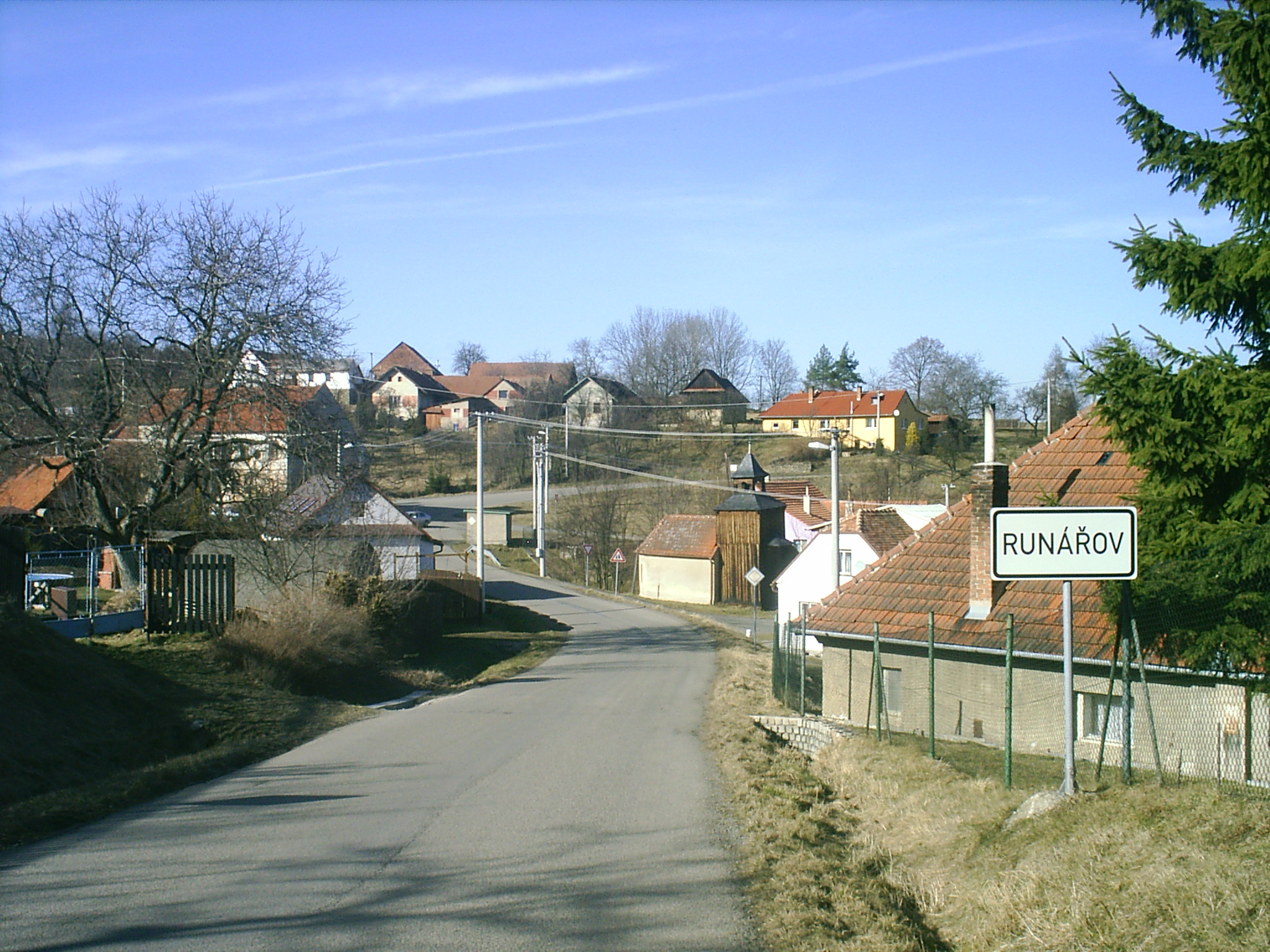
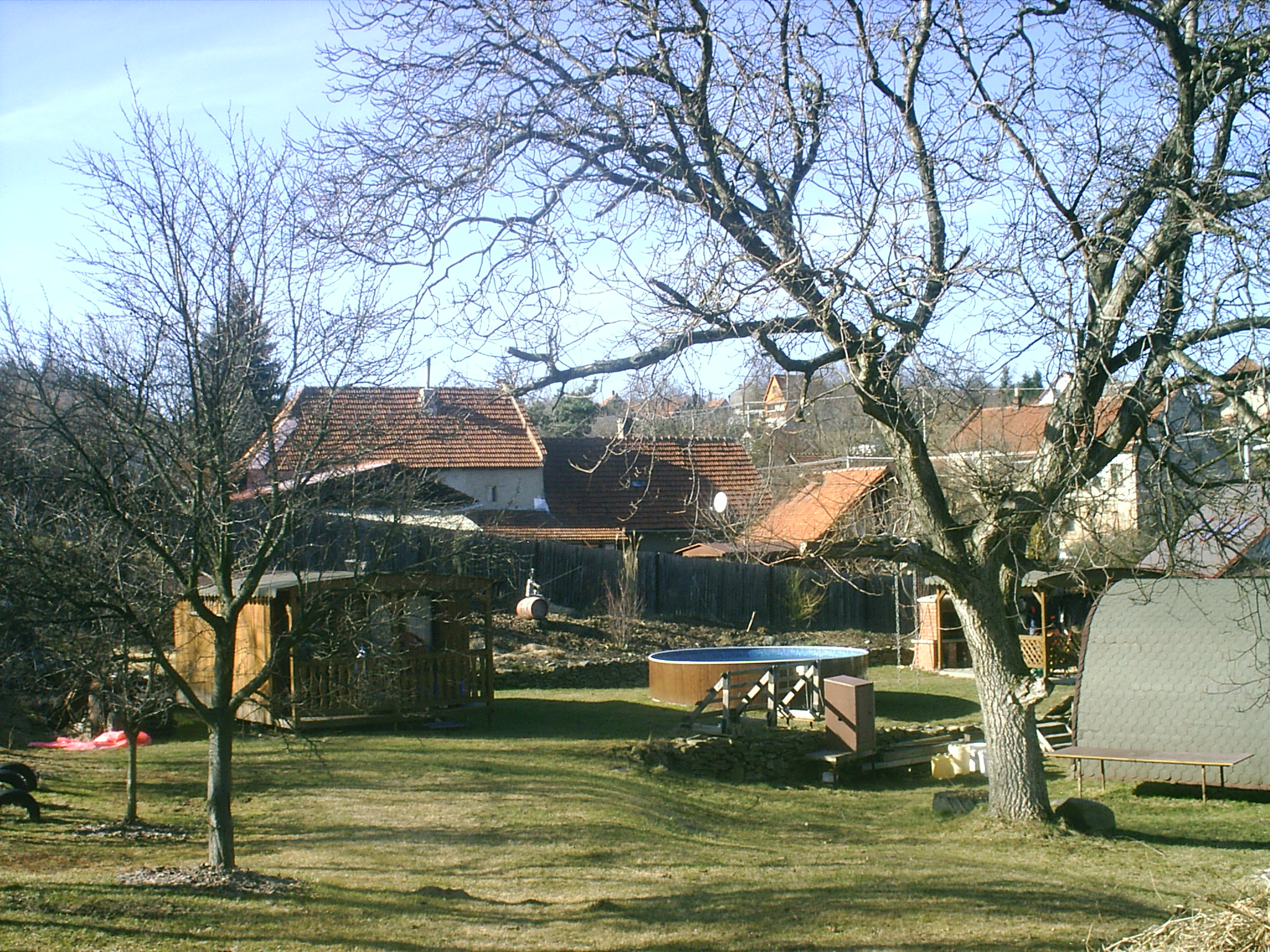
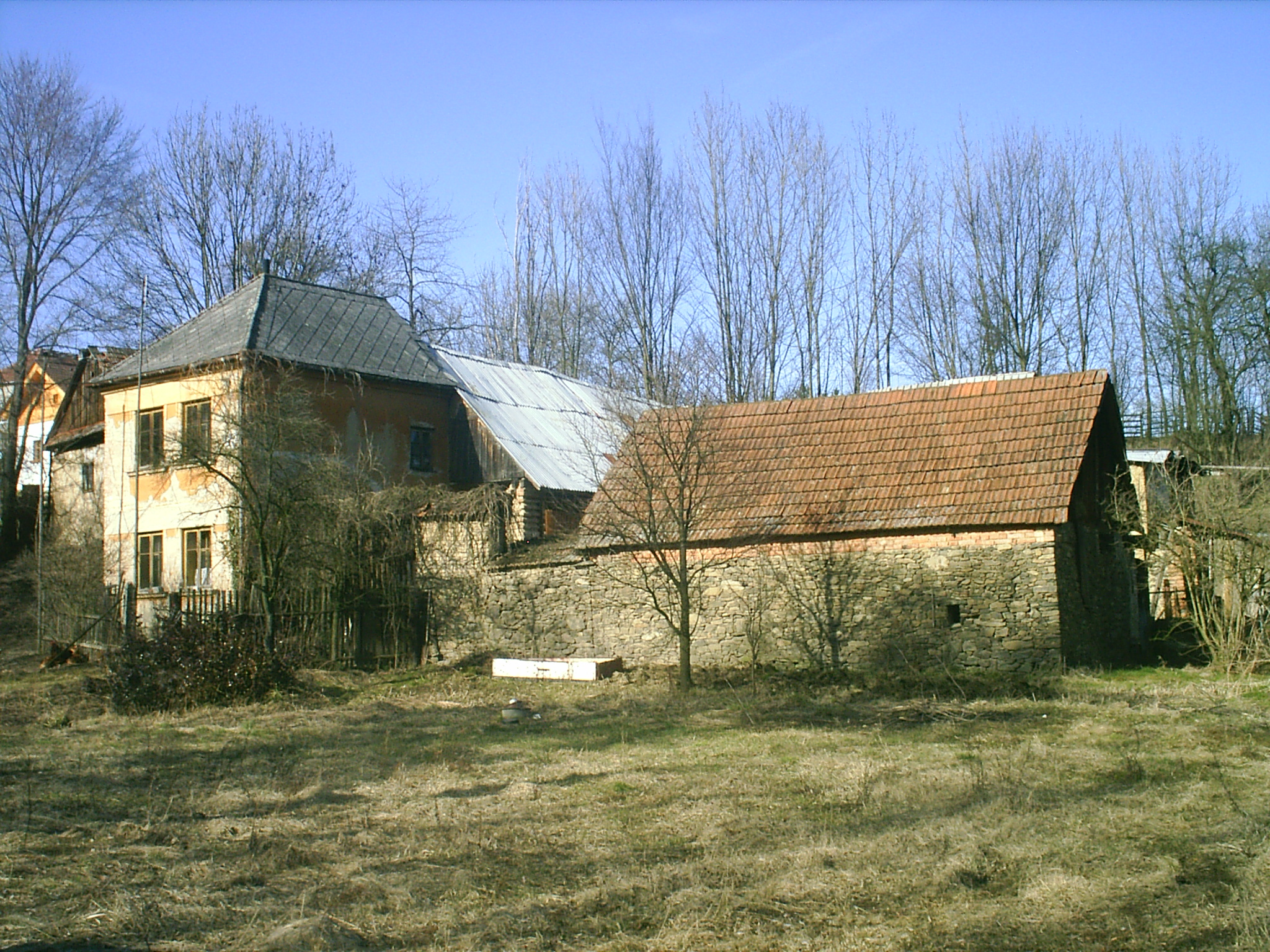
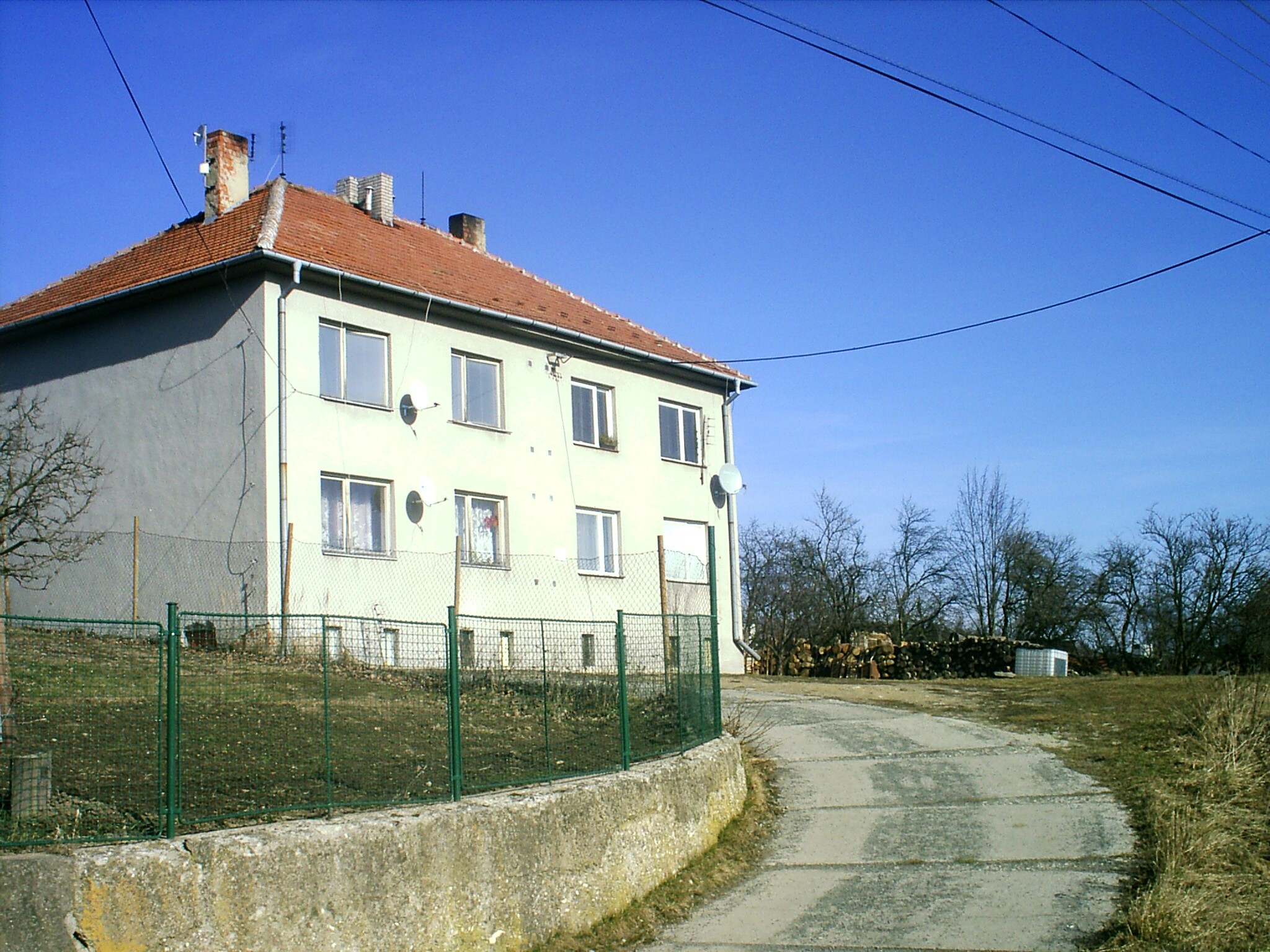